# Pseudosericania makiharai
Pseudosericania makiharai är en skalbaggsart som beskrevs av Hirasawa 1991. Pseudosericania makiharai ingår i släktet Pseudosericania och familjen Melolonthidae. Inga underarter finns listade i Catalogue of Life.